# Karnawał (balet)
Karnawał (Le Carnaval) – suita baletowa w 1 akcie.
- Libretto: Michaił Fokin
- muzyka: Robert Schumann, suita fortepianowa Karnawał w orkiestracji A. Arienskiego, A. Głazunowa, A. Ladowa i N. Rimskiego-Korsakowa
- choreografia: Michaił Fokin
- scenografia: Leon Bakst

Prapremiera: Petersburg 20 lutego 1910, Sala Pawłowej.

Premiera: Poznań 24 grudnia 1923, Teatr Wielki z udziałem Zespołu J. Cieplińskiego. 
Osoby:
- Kolombina
- Arlekin
- Chiarina
- Estrella
- Pierrot
- Pantalon
- Florestan
- Motyl
- Euzebiusz